# سان دوناتو فال دي كومينو
دوناتو فال دي كومينو هي بلدية في مقاطعة فروزينوني في منطقة لاتسيو الإيطالية، وتقع في وادي «كومينو» على بعد حوالي 110 كيلومترات شرق روما وحوالي 40 كيلومترًا شرق فروزينوني. ويحدها «ألفيتو، وقالينارو، وأوبي، وبيسكاسيرولي، وستفريتي».

## التاريخ
كانت هذه المدينة موقعاً لسياسة الإعتقال السكنية التي تسمى «كونفينو ليبيرو» خلال الحرب العالمية الثانية، وكان لدى البلدات المشاركة في هذا المعتقل يهود وسجناء آخرون من الدولة الفاشية يعيشون ويؤجرون مساحات في منازل القرويين وفنادقهم.
وبعد تطبيق القوانين العنصرية على هذه المنطقة أصبحت هذه المدينة وجهةً لليهود عديمي الجنسية الذين لم تعد هوياتهم الوطنية صالحة في أوروبا المحتلة، ووجهة أيًضا للمعارضين السياسيين.
و أُجبر أكثر من عشرين شخصاً معظمهم من الأجانب المقيمين في «فلورنسا»، على البحث عن مكان للإقامة والتحقق في الشرطة مرتين في الأسبوع.
انتهى الاعتقال في السادس من أبريل 1944 م عندما أخذ الجنود الألمان 16 من المعتقلين خارج المدينة إلى «أوشفيتز». وهرب الباقون الثمان والعشرون إلى الجبال.
واختبأت أصغر معتقلة تبلغ من العمر عامين، مع عائلة تُدعى «كارداريلي» حتى جاء والداها اللذان هربا قبل شهر أو شهرين لاستعادتها.
كما نشرت مؤرخة تُدعى «آنا بيزوتي» أن لديها قاعدة بيانات واسعة على الإنترنت تحتوي على تفاصيل حول معسكرات الاعتقال الإيطالية والضحايا.
ومن أحد المعتقلين الذين أُجبروا على العيش في مدينة «سان دوناتو» أثناء الحرب، كان «مارجريت بلوخ» صديق «فرانز كافكا» إذ وفقًا لسيرة كافكا التي كتبها راينر ستاخ لم تكن على الأرجح والدة ابن كافكا، رغم أنها إدعت ذلك.
هناك دليل على صداقتها مع خطيبة كافكا فيليس باور، التي تدخلت غريت بلوخ نيابة عنها عندما فسخ كافكا خطوبتها. في ذلك الوقت، ذكرت الرسائل بين كافكا وخطيبته أن بلوخ كان يعاني من بعض المشاكل المجهولة. في وقت لاحق خلال الحرب، عملت جريت بلوخ، كما فعل جميع المعتقلين، بجد لإيجاد طرق لمغادرة إيطاليا. كتبت رسائل إلى أصدقاء قدامى لفرانز كافكا في سويسرا. تقول في تلك الرسائل إن كافكا أنجبت ابنًا رغم أن الابن مات وهو طفل.
استشهدت جريت بلوخ في «أوشفيتز» مع 14 معتقلاً آخر من «سان دوناتو فال دي كومينو».
حدد المؤرخ «ماكس برود» موق ًعا لرسالة أرسلها الصليب الأحمر البريطاني في 16 مايو 1945، وفقًا لما ذكرته صحيفة، ضرب جندي ألماني بعصا ضخمة ذات رأس مدبّب حتى الموت بعد فترة وجيزة من اعتقاله.
ومن الأشخاص البارزين الآخرين الذين اعتقلوا في مدينة "سان دوناتو فال كومينو" الممثلة السينمائية الصامتة "جريت بيرجر"، والناشرة التشيكية "كلارا باباب في "بوخسبوم"، والدكتور "تينينباوم" وزوجته "أوروسلا تينينباوم" وطفلهما، والمخرج المسرحي "إنريكو ليوي" وزوجته المؤدية "غابرييل كايزر" وطفليهما.

## المدن الشقيقة
«نيوتن» و«بوسطن»
- نيوتن (ماساتشوستس)
- بوسطن